# Міст (фільм, 1956)
«Міст» — радянський художній фільм 1956 року. Один з перших художніх фільмів Литовської кіностудії, і перший поставлений за оригінальним литовським сценарієм.

## Сюжет
Радянська Литва, 1941 рік. Молодий інженер Альгірдас Арамінас завершує будівництво нового моста, він захоплений роботою і гордий своєю першою великою професійною удачею. Але починається війна, і як раз в день коли мало відбутися відкриття моста — міст зруйнований німецькими бомбами. Латвію окупують фашисти. Молодший брат героя Ромуальдас, по-своєму розуміючи патріотизм, йде служити фашистам. Альгірдас сперечається з братом, але вважаючи опір марним стає пригнічений, опускається, починає пити. Однак, коли німці почали відновлювати міст, він погоджується працювати. Але він же і підриває міст, розуміючи, що за його дітищем фашисти поженуть до Німеччини його ж співвітчизників. Засудженого до розстрілу Альгірдаса рятують партизани, і він разом з ними йде в загін, щоб боротися з фашистами.

## У ролях
- Баліс Браткаускас — Альгірдас Арамінас
- Кестусіс Геніс — Ромуальдас Арамінас
- Алдона Йодкайте — Рута
- Наполеонас Бернотас — Стрюпас, начальник поліції
- Йонас Каваляускас — Тумас
- Владас Юркунас — Статкус
- Галина Яцкевічюте — дружина Статкуса
- Ірена Леонавічюте-Браткаускене — Гедре
- Арнас Росенас — епізод
- Пятрас Зулонас — епізод
- Антанас Жякас — епізод

Дубляж
- Аркадій Толбузін
- Віктор Лещинський
- Клавдія Козльонкова
- Сергій Курилов
- Степан Бубнов
- Олена Єгорова
- Зоя Толбузіна

## Знімальна група
- Режисер — Борис Шрейбер
- Сценарист — Йонас Довідайтіс
- Оператор — Микола Васильєв
- Композитор — Едуардас Бальсіс
- Художник — Мечісловас Булака